# Mats Hellquist
Mats Hellquist född 1964 i Stockholm, är basist i banden bob hund och Bergman Rock.
Innan bob hund var han med i banden KitscHmobile, Tre Sterner, Gary Cooper Combo, APA (Aldrig På Arbetet), EPA (Ej På Arbetet).